# Административно-территориальная реформа на Украине

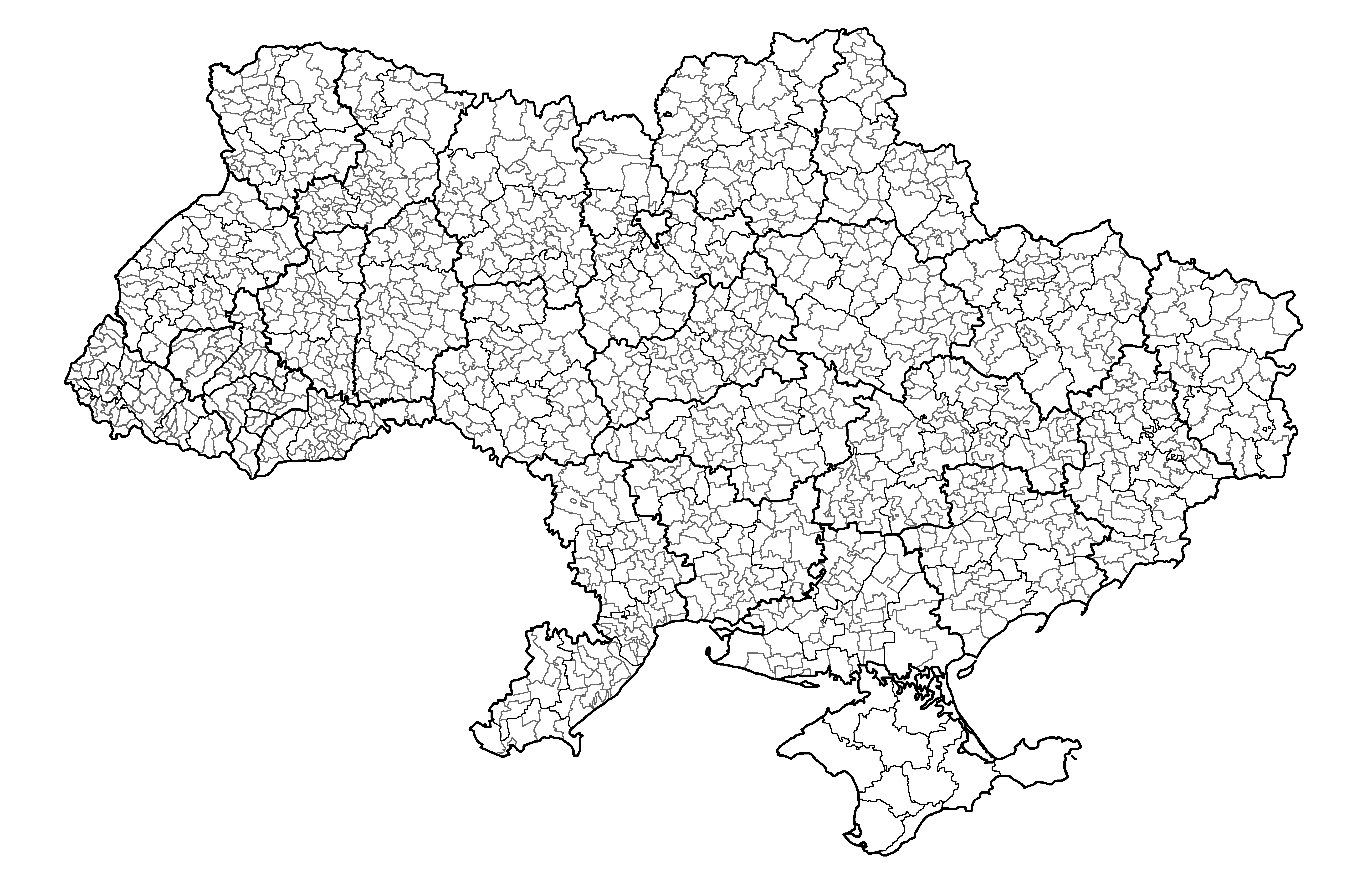
Границы общин Украины в 2020 году, включая неподконтрольный Крым

Административно-территориальная реформа на Украине (укр. Адміністративно-територіальна реформа в Україні) — административная реформа, проводимая с целью обеспечения больших полномочий органам местного самоуправления (децентрализации) и изменения системы административно-территориального деления. Началась в 2015 году на уровне местных советов (рад), объединяемых в территориальные общины (громады), и продолжилась в активной фазе в 2020 году с повсеместным объединением (укрупнением) районов Украины, а также окончательным объединением оставшихся местных советов в территориальные общины (громады).
Постановлением Верховной рады от 17 июля 2020 года в укрупнённых районах в составе областей по всей Украине всего были выделены 1469 общин, в том числе:	
- 409 городских общин,
- 436 поселковых общин,
- 624 сельские общины.

## История
Одна из версий административно-территориальной реформы изложена в Проекте изменений к Конституции Украины, одобренный Верховной Радой Украины 31 августа 2015 года.
5 февраля 2015 года Верховная Рада Украины приняла закон «О добровольном объединении территориальных общин». Согласно этому закону, соседние городские, поселковые, сельские советы могут объединяться в одну общину (громаду), которая будет иметь один общий орган местного самоуправления.

## Практическая реализация
17 июля 2020 года Верховной Радой принято новое деление регионов на районы за счёт объединения бывших городских советов (областного значения) и бывших районов в укрупнённые районы. Последние в свою очередь стали делиться на территориальные общины (громады): городские, поселковые и сельские.
В новом административном устройстве было создано 136 новых районов, и упразднено 490 старых.
По состоянию на 26 сентября 2019 года перспективные планы формирования общин (громад) утверждены всеми областными советами Украины и одобрены Кабинетом министров, а создано было 975 объединённых территориальных общин (громад) (данные на 10 октября 2019 года).
Итоговым числом территориальных общин (громад) стало 1470.